# Hraunsfjörður
Der Hraunsfjörður ist ein Fjord im Westen Islands.
Es handelt sich um einen Seitenarm des Fjords Urtuvalafjörður im Breiðafjörður. 
Der unbewohnte Fjord liegt an der Nordküste der Halbinsel Snæfellsnes.
Der vordere Teil des Fjordes wird auch Seljafjörður genannt. 
Der Hraunsfjörður liegt östlich vom Kolgrafafjörður und reicht als schmaler Arm in Richtung Gebirge, nämlich des Helgrindur mit dem Vulkansystem Lýsuskarð.
Außerdem reicht das Lavafeld Berserkjahraun in den Fjord an einigen Stellen hinein.
Es entsprang dem benachbarten Vulkansystem der Ljósufjöll.
Zwei Angelseen für Forellen liegen im Hochland oberhalb des Fjords: der Hraunsfjarðarvatn und der Baulárvallavatn.
Der Snæfellsnesvegur  überquert seit 1993 auf Dämmen und einer 36 m den Fjord.
Davor verlief die Straße über eine Brücke Mjósund (= dt. enger Sund).
Sie wurde 1961 gebaut und war die älteste Brücke, die in Island über einen Fjord führt.
Jetzt verläuft dort der Berserkjahraunsvegur . 